# Damier du frêne
Euphydryas maturna
Espèce
Statut de conservation UICN

 DD  : Données insuffisantes
Le Damier du frêne (Euphydryas maturna) est une espèce paléarctique de lépidoptères (papillons) de la famille des Nymphalidae et de la sous-famille des Nymphalinae.

## Dénominations
Euphydryas maturna Carl von Linné en 1758.

### Synonymes
- Hypodryas maturna (Linnaeus, 1758)
- Papilio maturna Linnaeus, 1758
- Papilio agrotera (Bergtrasser, 1780)

### Noms vernaculaires
Le Damier du frêne, Mélitée du Frêne, Petit Damier à taches fauves, Maturne se nomme en anglais Scarce Fritillary et en allemand Kleiner Maivogel.

## Sous-espèces
- Euphydryas maturna maturna dans le nord et le centre de l'Europe.
- Euphydryas maturna staudingeri (Wnukowsky, 1929) en Sibérie[1].

## Description
C'est un papillon marron à damiers orange séparés par les nervures et organisés en lignes, dont une ligne sub marginale continue aux antérieures et aux postérieures doublée d'une ligne de petits damiers blancs. Les ailes antérieures présentent des damiers orange sur toute leur surface.
Le revers est orange orné de damiers clairs formant aux postérieures des lignes au dessin caractéristique.

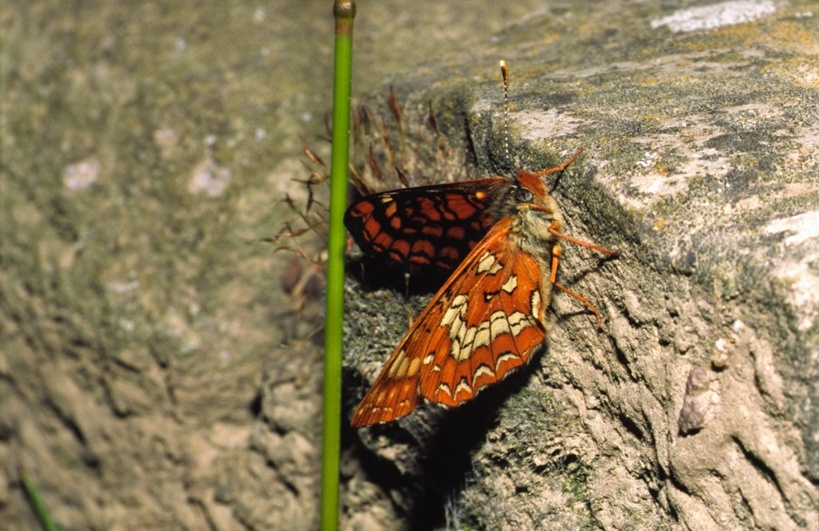
Revers de Damier du frêne

## Biologie

### Période de vol et hivernation
Il hiverne à l'état de jeune chenille, regroupées dans une toile de soie tombée au sol à la chute des feuilles.
Il vole en une seule génération de fin mai à début juillet.

### Plantes hôtes
La plante hôte de la jeune chenille est le Frêne (Fraxinus excelsior), puis la chenille plus âgée devient polyphage et se nourrit de Tremble (Populus tremula), Saule marsault (Salix caprea), Plantains, Véroniques,,.

## Écologie et distribution
Il est présent dans l'Est de l’Europe (Allemagne, Autriche, Pologne, République tchèque, Slovaquie, Pologne, Hongrie, Sud-Est de la Suède, Sud de la Finlande, États baltes, Slovénie, Croatie, Serbie, Bosnie, Albanie, Bulgarie) à Asie centrale (Chine et Mongolie),.
En France, il est présent dans les départements de l'Est du pays, Seine-et-Marne, Cher, Saône-et-Loire, Côte-d'Or, Haute-Saône, Haut-Rhin, Haute-Marne,  Meuse.

### Biotope
Il affectionne les lisières et les clairières des bois à jeunes frênes.

## Protection
Le Damier du frêne est inscrit sur la liste des insectes strictement protégés de l'annexe 2 de la Convention de Berne.
En Europe il figure sur la liste des espèces animales d'intérêt communautaire de la directive Habitat, annexe II et annexe IV.
En France il figure avec mention en danger sur la liste rouge des espèces protégées par arrêté du 23 avril 2007. Il y figure aussi en Allemagne, Autriche, Biélorussie, Belgique, Bosnie, Bulgarie, Croatie, République Tchèque, Estonie, Finlande, Lettonie, Lituanie, Luxembourg, Moldavie, Pologne, Roumanie, Russie, Slovaquie, Slovénie, Suède, Ukraine et Yougoslavie.